# 61-K 37mm対空砲
61-K 37mm対空砲（ロシア語: 37-мм автоматическая зенитная пушка образца 1939 года (61-К)）はソビエト連邦の高射砲である。

## 概要
1930年代後半からソ連で計画され、1939年から生産が開始された。第二次世界大戦における労農赤軍の主力高射砲の一つであり、本砲は14,657機の枢軸国航空機を撃墜したという統計がある。そして1機を撃墜するのに平均905発の砲弾を要した。
軽装甲の対地目標に対してもある程度の有効性を見せた他、艦載砲としても運用されている。

## 開発の経緯
ソ連における本格的な対空機関砲は1935年にスウェーデンから輸入した艦載用のボフォースm/32 25mm機関砲が最初であった。25mm機関砲は試験で優秀な成果を上げ、ソ連では拡大型の45mm対空砲が開発されたが、これは大きさや重量の点で運用に難があると判断された。そのため1938年1月、72-K 25mm対空砲などの開発を行ったロギノフ(en)に37mm対空砲の開発が命じられた。
1938年10月に初試験が行われ、生産が開始。1940年には世界中で主流な対空機関砲として名高かったスウェーデンのボフォース 60口径40mm機関砲との比較実験も行われた。結果は大差なし、というものだった。

## 生産
初期の注文数は900門だったが、ソ連は戦後ZSU-57-2を開発するまで本砲を主力対空機関砲として生産、運用し続け、ソ連での生産のみでも20,000門前後が生産された。ソ連ではこれら陸上用の61-Kに加え、艦載用として単砲身型の70-Kが3,113門、二連型のV-11が1,872門生産された。
ZSU-57-2が開発された1950年代にソ連軍の現役兵器から退役する。ソ連での生産は61-Kでは1945年、V-11では1957年を以って終了したが、ポーランド、中国、北朝鮮などではその後も生産が続けられた。

## 自走砲化
T-70にZiS-3 76mm野砲を搭載し、ある程度の成功を収めたSU-76同様、T-70に本砲を搭載したZSU-37が1942年に試作され、1944年から数年間生産された。ZSU-37はソ連における初の本格的な自走式対空砲であり、以降の自走式対空砲の基礎となっている。

## 運用国
- アフガニスタン
- アルバニア
- アルジェリア
- アンゴラ
- バングラデシュ
- ブルガリア
- カンボジア
- カメルーン
- キューバ
- エジプト
- エチオピア
- 東ドイツ
- フィンランド
- ガボン
- ギニア
- ギニアビサウ[注釈 1]
- インドネシア
- イラク
- イスラエル
- ラオス
- マダガスカル[注釈 2]
- マリ
- モーリタニア
- モンゴル
- モロッコ
- モザンビーク
- ニカラグア
- 北朝鮮
- パキスタン
- 中華人民共和国
- ポーランド
- コンゴ共和国
- ルーマニア
- ソマリア
- ソビエト連邦
- スーダン
- シリア
- タンザニア[注釈 3]
- タイ
- トーゴ
- チュニジア
- ウガンダ
- ベトナム
- イエメン
- ザンビア
- ジンバブエ